# Rachael MacFarlane
Rachael Ann MacFarlane (Kent, 21 marzo 1976) è una doppiatrice e cantante statunitense, meglio nota per aver prestato la voce al personaggio di Hayley Smith della serie animata American Dad!, creata da suo fratello maggiore Seth.

## Biografia
Rachael MacFarlane nasce a Kent, nel Connecticut, da Ronald Milton MacFarlane (1946) e Ann Perry Sager (1947-2010), rispettivamente insegnante presso la scuola pre-universitaria Kent School e impiegata, entrambi originari di Newburyport, nel Massachusetts. Ha un fratello, Seth, doppiatore, regista e animatore. Frequenta la Boston Conservatory per qualche tempo, prima di ritirarsi a Los Angeles per intraprendere la sua futura carriera di doppiatrice.

## Carriera
MacFarlane cominciò a doppiare alcuni personaggi delle serie Hanna-Barbera e in altre serie animate quali Johnny Bravo e Il laboratorio di Dexter. Inoltre ha lavorato anche nei film TV di Le tenebrose avventure di Billy e Mandy. In seguito, suo fratello Seth le chiede di aiutarlo in una nuova serie animata da lui creata per la Fox, che diventerà nota con il nome di I Griffin. Rachael lavorò nella serie, doppiando alcuni personaggi minori e questo la porterà verso il lancio della sua carriera come doppiatrice. Dal 2005 entra a far parte del cast della nuova serie animata (creata sempre dal fratello) American Dad!, dove doppia il personaggio di Hayley Smith.

## Filmografia

### Doppiatrice
- American Dad! - serie TV (2005-in corso)
- La storia segreta di Stewie Griffin (Stewie Griffin: The Untold Story), regia di Pete Michels e Peter Shin (2005)
- Nome in codice: Kommando Nuovi Diavoli (Codename: Kids Next Door) - serie TV, 1 episodio (2006)
- Billy & Mandy's Big Boogey Adventure - film TV (2007)
- Billy & Mandy: Wrath of the Spider Queen - film TV (2007)
- Underfist: Halloween Bash - film TV (2008)
- Superman/Batman: Nemici pubblici (Superman/Batman: Public Enemies), regia di Sam Liu (2009)
- Lego Atlantis: The Movie (2010)
- I Know That Voice - documentario (2013)

### Attrice
- Ted 2, regia di Seth MacFarlane (2015) - cameo